# Archaeomaene
Archaeomaene är ett utdött släkte av benfiskar som levde under yngre jura. Fossil har hittats i Talbragarfloden i Australien. Den hittills enda kända arten i släktet är Archaeomaene tenuis.